# „Majka pravoslavna“
Majka pravoslavna je pјesma Vladimira Nazora.

## Nastanak pjesme
Pjesmu je u siječnju 1943. godine napisao Vladimir Nazor ubrzo pošto je prebjegao u partizane. Bio je zapanjen zatečenim prizorima popaljenog Korduna i masovnih ustaških zločina nad srpskim stanovništvom.

## Tekst pjesme
Jesi li se nasjedila na garištu kuće svoje,

             – Oh, ta kuća b'jedna! – 

Tražeć okom i rukom kol'jevčicu malog Jove,

Ikonicu svetog Đorđa i đerđefić tvoje Ruže?

Sve je sada dim i pepel, sve proguta čađa tavna – 

Ti, slomljena krepka grana, najbjednija međ ženama,

              Majko pravoslavna!

Jesi li se nahodala nogama, što jedva nose,

             Oh, te noge bolne!

Jesi li se umorila tražeć Rumu, kravu svoju,

Kravu svoju, hraniteljku stare bake i dječice?

Da l' je vuci rastrgoše il' je sakri šuma tavna?

Ne muči se! Za koga bi sada bili sir i ml'jeko,

              Majko pravoslavna?

Jesi li se naplakala nad sudbinom druga svoga,

              O druže ljubljeni!

Izdajom ga uloviše, kao psa ga izmlatiše,

Mučili ga, vezali ga, bacali ga u tamnice.

I on, koga srce vuklo djela vršit teška i slavna,

Kao hrom se bogalj vrati, da ti umre na rukama,

              Ženo pravoslavna.

Jesi li se nakukala iznad one strašne jame,

              O jamo prokleta!

Gdje s grkljanom prerezanim djeca tvoja sada leže

Pokraj bake, i gdje majku svoju zovu, za njom plaču;

I boje se, jer je rupa puna ljudi, vlažna, tavna.

Šutiš. Pečat šutnje jad je na usta ti udario,

              Majko pravoslavna.

Bl'jediš, tanjiš i kočiš se, no bol nemoj gušit svoju,

              Bol ti preduboku!

Pusti neka tužba tvoja odjekuje širom zemlje

I nek traje vjekovima. Neka čuju, u što sada

Prometnu se sjeta tvoja, tvoja tuga stara, davna.

– Šutiš. Bl'jediš. I oreol mučeništva već te kruni,

              Majko pravoslavna.

U popaljenom srpskom selu

kod Vrginmosta,

I 1943.